# Hardancourt
Hardancourt település Franciaországban, Vosges megyében. Lakosainak száma 35 fő (2022. január 1.). Hardancourt Moyemont, Romont, Saint-Maurice-sur-Mortagne, Clézentaine és Fauconcourt községekkel határos.

## Népesség
A település népességének változása:
| Lakosok száma | 41   | 40   | 41   | 41   | 40   | 38   | 37   | 35   |
|               | 2013 | 2015 | 2017 | 2018 | 2019 | 2020 | 2021 | 2022 |